# CloneCD
CloneCD est un logiciel de gravure ainsi qu'un émulateur de lecteur CD/DVD, c'est-à-dire un programme informatique capable de créer des lecteurs virtuels afin de permettre la lecture d'images de disques comme s'il s'agissait de supports physiques. Il est disponible pour le système d'exploitation Microsoft Windows, de la version 2000 à Vista.
Comme son nom l'indique, il ne permet que de réaliser des copies de CD (audio et données) et non de graver sur CD des fichiers choisis par l'utilisateur. Ce n'est donc pas un logiciel conçu pour l'archivage à partir d'un disque dur.
Le symbole de ce logiciel est une brebis, en référence à la brebis Dolly, le tout premier mammifère cloné.